# Botija de carro

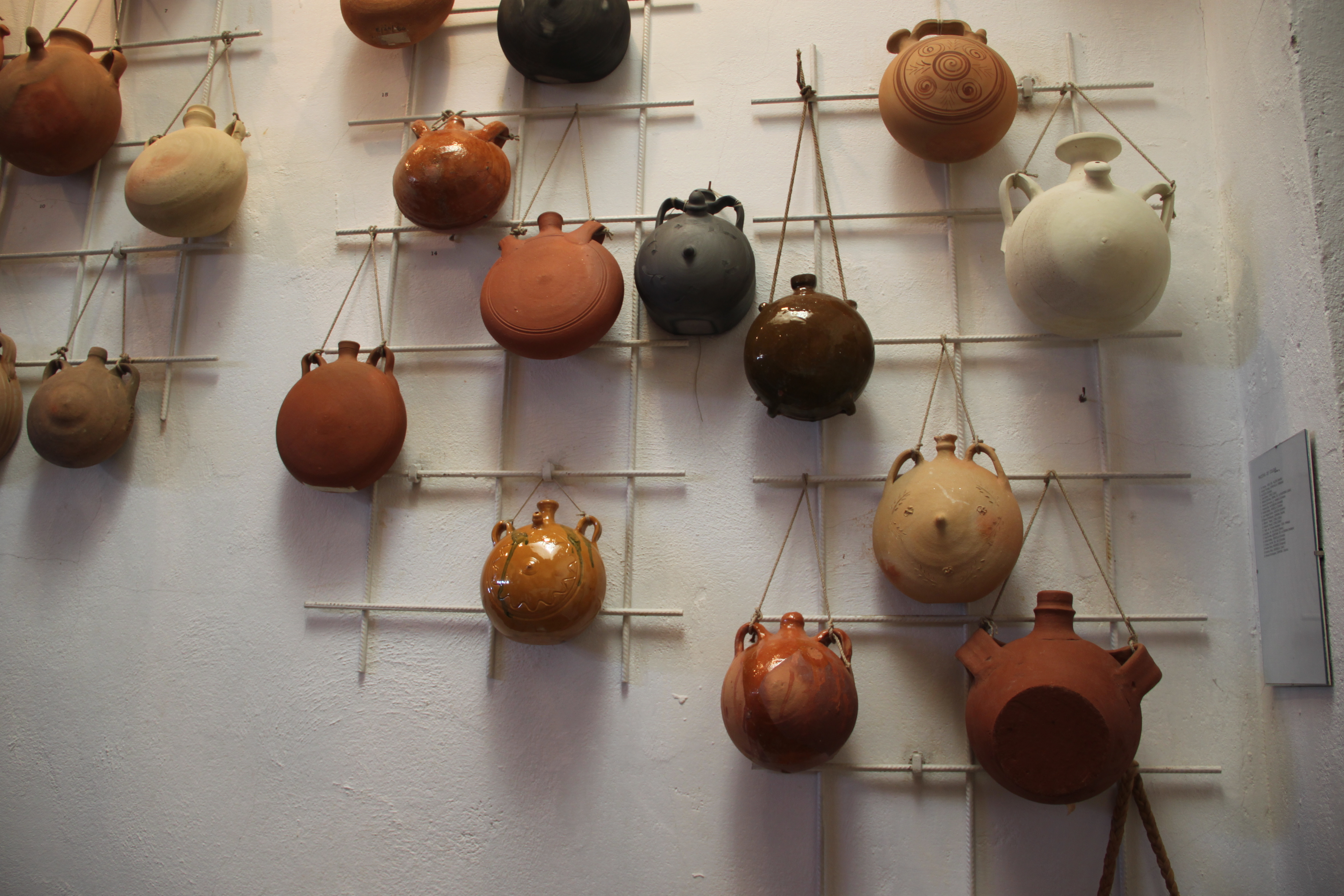
Diversos tipos de cantimploras, botijas y barriletes. A la derecha, la tradicional botija de barro blanco de Agost, y debajo, en la esquina inferior, un barril de carro con su lado plano a la vista. Museo de cerámica de Chinchilla de Montearagón (Alabacete, España).

Botija de carro o botija de carretero es una vasija para llevar y conservar el agua, que tiene cuerpo globular como la botija ordinaria, pero con uno de los lados plano, para que pueda encajar en la aguaerilla del carro. Suele disponer de una o dos asas y una boca estrecha. Fue muy usada entre los siglos XV y XIX en diligencias, coches de caballos, carretas y carros en general. Por su gran variedad, está considerada como una pieza emblemática de la alfarería popular.

## Botijas y cantarillas de pitorro
Digno precedente de las cantimploras de viaje, la botija de carro, barril de campo o simplemente carretero, tiene como piezas hermanas diversos tipos de botijo, en especial el botijo alforjero y la "botija de calabaza", entre otras piezas alfareras más específicas como el «cantaret de galet») o la cantarilla de pitorro (cántaro con pito o barril de pitón).